# František Jež
František Jež (* 16. prosince 1970 Valašské Meziříčí) je bývalý český skokan na lyžích, v současné době manažer a podnikatel.

## Sportovní kariéra
Do Světového poháru vstoupil jako sedmnáctiletý koncem roku 1987. V úvodním závodě Turné čtyř můstků v Oberstdorfu, kde vyhrál jeho krajan Pavel Ploc, se hned probojoval mezi třicítku nejlepších a skončil na 25. místě.
Do užší světové špičky pronikl o dva roky později. V závodě 3. prosince 1989 v Thunder Bay skončil dvanáctý, o den později si ještě o čtyři příčky polepšil, dva týdny poté se v Sapporu dvakrát umístil na šestém místě, na Nový rok 1990 se v Garmisch-Paartenkirchenu prvně dostal na stupně vítězů (3. místo) a šest dní poté vyhrál v Bischofshofenu svůj první závod v kariéře. V sezoně 1990 vyhrál ještě ve Svatém Mořici, v Gstaadu a v Predazzu. To bylo však jeho poslední vítězství v kariéře. Ve Světovém poháru obsadil 5. místo, v Turné čtyř můstků byl stříbrný za Němcem Dieterem Thomou.
Po slabší sezoně 1990/1991 následovala sezóna olympijská. V závodech Světového poháru se desetkrát vešel do první desítky, avšak pouze jednou se dostal na stupně vítězů, když v Sapporu uhájil bronz před Jaroslavem Sakalou. Ačkoli žádný závod nevyhrál, v konečném účtování SP jeho výkony stačily na 7. místo a v Turné byl pátý.
Na olympiádě ve francouzském Albertville v roce 1992 skončil na 13., resp. 23. místě, ale přesto nakonec odjížděl s medailí. Se svými kolegy Jaroslavem Sakalou, Jiřím Parmou a Tomášem Goderem vyskákal bronz.
Sezona 1991/1992 byla poslední vydařená. V následujících letech se pouze třikrát dostal do první desítky. Do své sbírky cenných kovů však přidal stříbro z týmového závodu na mistrovství světa ve Falunu. Jež a jeho kolegové Jaroslav Sakala, Jiří Parma a Martin Švagerko nestačili pouze na norské skokany.
Zúčastnil se i olympiády v Naganu. Na obou můstcích obsadil 24. místo, české družstvo skončilo sedmé. Nedlouho poté v 28 letech svou kariéru ukončil. „Poslední závodní roky nestály za nic. Možná jsem měl odejít dřív,“ řekl MF Dnes.

## Manažerská kariéra
Po ukončení aktivní kariéry se vrhl do obchodování. Podniká v automobilovém leasingu a finančních službách. Předtím prodával ojeté automobily a provozoval čerpací stanici.
V roce 2000 se stal asistentem reprezentačního trenéra Davida Jiroutka, avšak po devíti měsících odešel. „Podmínky od svazu byly směšné,“ vyprávěl v MF Dnes. „Zprvu sedm tisíc hrubého měsíčně, pak 15 tisíc. Přitom jsem dělal na živnosťák. Pochopil jsem, že tudy moje cesta nepovede.“
Z vedení reprezentace odešel, avšak u skoků zůstal jako manažer skokana Jakuba Jandy. V období, kdy se Jandovi ještě skokansky nedařilo, pro něj dokázal získat potřebné finance, a tím mu významně pomáhal v jeho budoucí úspěšné kariéře. Významná je i jeho role rádce: „Pořád mi věřil,“ řekl o Ježovi Janda v MF Dnes. „Loni (v sezoně 2003/2003) jsem mu povídal: Nejde mi to, zabalím to. On mě zachránil a přesvědčil, abych pokračoval.“

## Statistiky

### Největší úspěchy
- bronz z ZOH v Albertville 1992 (závod družstev; spolu s Goderem, Sakalou a Parmou)
- stříbro z MS ve Falunu 1993 (závod družstev; spolu s Parmou a Sakalou)
- 4× vítěz závodu světového poháru
- 3× bronzový v závodu světového poháru
- 5. místo v konečném pořadí SP (1990)
- 2. místo v Turné čtyř můstků (1990)
- několikanásobný mistr republiky
- vítěz ankety Král bílé stopy (1990)

### Vyhrané závody SP
- 6.1.1990: Bischofshofen (AUT)
- 7.2.1990: St. Moritz (SUI)
- 9.2.1990: Gstaad (SUI)
- 18.2.1990: Predazzo/Val di Fiemme (ITA)

### Umístění v SP
- 1990: 5.
- 1991: 21.
- 1992: 7.
- 1993: 37.
- 1994: 56.
- 1995: 37.
- 1996: 28.
- 1997: 47.
- 1998: 46.